# Diamond Rings and Old Barstools
«Diamond Rings and Old Barstools» — песня американского кантри-певца и автора-исполнителя Тима Макгро, вышедшая 26 января 2015 года в качестве четвёртого и финального сингла с его студийного альбома Sundown Heaven Town (2014), второго на Big Machine. Авторы песни Jonathan Singleton, Barry Dean и Люк Лэрд.
Песня была номинирована на премию Грэмми-2016 в категории Лучшая кантри-песня.

## История
«Diamond Rings and Old Barstools» достиг позиции № 11 в американском хит-параде кантри-музыки Billboard Hot Country Songs и позиции № 55 Billboard Hot 100.
Сингл был сертифицирован в золотом статусе Recording Industry Association of America. Тираж достиг 298 тыс. копий в США к июлю 2015 года.
Песня получила положительные отзывы музыкальных критиков: Country Weekly.
Песня была номинирована на премию Грэмми-2016 в категории Лучшая кантри-песня, но уступила треку «Girl Crush» в исполнении группы Little Big Town.

## Музыкальное видео
Режиссёром музыкального видео выступил Brian Olinger, а премьера состоялась в марте 2015 года.

## Чарты
| Чарт (2015)                         | Высшая позиция |
| ----------------------------------- | -------------- |
| Канада (Billboard Canadian Hot 100) | 78             |
| Канада (Billboard Country)          | 10             |
| США (Billboard Hot 100)             | 55             |
| США (Billboard Country Airplay)     | 3              |
| США (Billboard Hot Country Songs)   | 11             |

| Чарт (2015)                      | Позиция |
| -------------------------------- | ------- |
| US Country Airplay (Billboard)   | 30      |
| US Hot Country Songs (Billboard) | 46      |

## Сертификации
| Регион | Сертификация | Продажи |
| --- | ------------ | ------- |
| США (RIAA) | Золотой      | 500 000 |
| * Данные о продажах приведены только на основе сертификации. ^ Данные о тиражах приведены только на основе сертификации. |              |         |